# بايرون إيرفين
بايرون إيرفين (بالإنجليزية: Byron Irvin)‏ مواليد 2 ديسمبر 1966 في لا غرانت، هو لاعب كرة سلة أمريكي سابق. تم اختياره من قبل فريق بورتلاند ترايل بلايزرز خلال الدرافت. يبلغ طوله 6 قدم 5 بوصة (2.0 م).

## المسيرة الاحترافية
لعب مع بورتلاند ترايل بلايزرز في موسم 1989–1990، ثم لعب مع واشنطن ويزاردز في موسم 1990–1991، ثم لعب مع واشنطن ويزاردز في سنة 1993.

## روابط خارجية
- بايرون إيرفين على موقع إن بي أي (الإنجليزية)
- بايرون إيرفين على موقع سبورتس رفرنس (الإنجليزية)
- بايرون إيرفين على موقع كلية كرة السلة في سبورتس رفرنس.كوم (الإنجليزية)
- بايرون إيرفين على موقع ريلجم (الإنجليزية)
- بايرون إيرفين على موقع بروبوليرز (الإنجليزية)